# Ciro Nogueira (homme politique, 1933-2013)
Pour les articles homonymes, voir Ciro Nogueira.
Ciro Nogueira Lima, né le 22 août 1933 et mort le 28 mars 2013, est un homme politique brésilien. Il est le père de Ciro Nogueira Jr.